# Anne Eekhout
Anne Eekhout (Hilversum, 1981) is een Nederlands schrijfster.

## Romans
In 2014 verscheen haar debuutroman Dogma, die genomineerd werd voor de Bronzen Uil voor de beste Nederlandstalige debuutroman en op de longlist stond van de AKO Literatuurprijs. In 2016 volgde haar tweede roman Op een nacht, die Eekhout een nominatie voor de BNG Bank Literatuurprijs opleverde. In 2019 verscheen Nicolas en de verdwijning van de wereld, haar derde roman. Dit laatste boek werd bekroond met de Jongerenliteratuur Prijs 2020.
In november 2021 verscheen Eekhouts vierde roman, Mary. De vertaalrechten van deze roman werden binnen slechts enkele weken aan tien internationale uitgevers verkocht.